# Blue Steel (1934)
Blue Steel is een western uit 1934 van regisseur Robert N. Bradbury met in de hoofdrol John Wayne.

## Verhaal
Wayne speelt John Carruthers, een undercover US Marshal, die op weg is naar Yucca City om de stad te bevrijden van een nietsontziende bandiet. Deze bandiet is ingehuurd door de rijke inwoner mr. Malgrove met als doel om de bewoners te terroriseren, zodat hij hun land voor een schijntje kan opkopen. Onder hun land ligt namelijk een gigantische goudader verborgen.

## Rolverdeling
| Acteur               | Personage                  |
| -------------------- | -------------------------- |
| John Wayne           | John Carruthers            |
| Eleanor Hunt         | Betty Mason                |
| George "Gabby" Hayes | Sheriff Jake Withers       |
| Edward Peil Sr.      | Malgrove                   |
| Yakima Canutt        | Danti, de Polka Dot Bandit |
| Lafe McKee           | Dan Mason                  |
| George Cleveland     | Hank, herbergier           |
| Earl Dwire           | handlanger                 |

## Trivia
De jaren later ingekleurde versie van de film heeft de alternatieve titel Stolen Goods.